# Gouvernement Duplessis I
 (janvier 2025).
La mise en forme du texte ne suit pas les recommandations de Wikipédia : il faut le « wikifier ».
Les points d'amélioration suivants sont les cas les plus fréquents. Le détail des points à revoir est peut-être précisé sur la page de discussion.
- Les titres sont pré-formatés par le logiciel. Ils ne sont ni en capitales, ni en gras.
- Le texte ne doit pas être écrit en capitales (les noms de famille non plus), ni en gras, ni en italique, ni en « petit »…
- Le gras n'est utilisé que pour surligner le titre de l'article dans l'introduction, une seule fois.
- L'italique est rarement utilisé : mots en langue étrangère, titres d'œuvres, noms de bateaux, etc.
- Les citations ne sont pas en italique mais en corps de texte normal. Elles sont entourées par des guillemets français : « et ».
- Les listes à puces sont à éviter, des paragraphes rédigés étant largement préférés. Les tableaux sont à réserver à la présentation de données structurées (résultats, etc.).
- Les appels de note de bas de page (petits chiffres en exposant, introduits par l'outil «  Source ») sont à placer entre la fin de phrase et le point final[comme ça].
- Les liens internes (vers d'autres articles de Wikipédia) sont à choisir avec parcimonie. Créez des liens vers des articles approfondissant le sujet. Les termes génériques sans rapport avec le sujet sont à éviter, ainsi que les répétitions de liens vers un même terme.
- Les liens externes sont à placer uniquement dans une section « Liens externes », à la fin de l'article. Ces liens sont à choisir avec parcimonie suivant les règles définies. Si un lien sert de source à l'article, son insertion dans le texte est à faire par les notes de bas de page.
- La présentation des références doit suivre les conventions bibliographiques. Il est recommandé d'utiliser les modèles {{Ouvrage}}, {{Chapitre}}, {{Article}}, {{Lien web}} et/ou {{Bibliographie}}. Le mode d'édition visuel peut mettre en forme automatiquement les références.
- Insérer une infobox (cadre d'informations à droite) n'est pas obligatoire pour parachever la mise en page.

Pour une aide détaillée, merci de consulter Aide:Wikification.
Si vous pensez que ces points ont été résolus, vous pouvez retirer ce bandeau et améliorer la mise en forme d'un autre article.
| Gouvernement Godbout (1er) | Gouvernement Duplessis (1er) | Gouvernement Duplessis (1er) | Gouvernement Duplessis (1er) | Gouvernement Duplessis (1er) | Gouvernement Duplessis (1er) | Gouvernement Duplessis (1er) | Gouvernement Godbout (2e) |
| 19e législature            | 20e législature              | 20e législature              | 20e législature              | 20e législature              | 20e législature              | 20e législature              | 21e législature           |
| 1936                       | 1936                         | 1937                         | 1937                         | 1938                         | 1938                         | 1939                         | 1939                      |

Le mandat du premier gouvernement de Maurice Duplessis, devenu premier ministre du Québec à la suite de la victoire de l'Union nationale aux élections générales du 17 août 1936, s'étendit du 26 août 1936 au 8 novembre 1939. Il obtint plus tard un second mandat, de 1944 à 1959.

## Caractéristiques
Les engagements de l'Union nationale, durant la campagne électorale de 1936, étaient clairs : il fallait mettre fin à la corruption et au patronage et engager de grandes réformes afin de mettre fin à la Crise économique. Sitôt élu, le gouvernement au pouvoir s'empresse de les oublier. Le patronage change de couleur et les réformes, telle l'étatisation de l'électricité préconisée par les membres de l'Action libérale nationale ralliés à l'Union nationale, sont remises à plus tard. Les unionistes déçus (Philippe Hamel, Oscar Drouin, René Chaloult, François Leduc) sont mis à la porte du gouvernement.
Comme Taschereau, Duplessis mise sur l'entreprise privée pour développer le Québec. Ce qui le distingue de l'ancien gouvernement, c'est son anti-communisme féroce et sa lutte acharnée contre les syndicats, qu'il accuse d'ailleurs d'être affiliés aux communistes. La loi du cadenas autorise la fermeture de tout local soupçonné de propagande communiste.
Duplessis remet à l'ordre du jour le principe de l'autonomie provinciale chère à Honoré Mercier et Lomer Gouin. Il s'allie avec le premier ministre de l'Ontario, Mitchell Hepburn, afin de former un front contre les tendances d'empiètement du fédéral dans les pouvoirs provinciaux.

## Chronologie
- 26 août 1936: assermentation du cabinet Duplessis devant le lieutenant-gouverneur, Ésioff-Léon Patenaude. Une controverse a lieu parce que Philippe Hamel, l'une des têtes d'affiche de l'Union nationale, n'est pas membre du Conseil des ministres.
- 1er septembre 1936: adoption de la Loi des salaires raisonnables qui deviendra plus tard la loi du salaire minimum.
- 7 octobre 1936: début de la première session de la 20e Législature. Un Office du crédit agricole est créé.
- 27 octobre 1936: création du ministère de la Santé, le docteur Albiny Paquette, sera assermenté le 15 décembre 1936[1].
- 12 novembre 1936: Le gouvernement du Québec adhère au régime de pensions de vieillesse fédéral, financé à parts égales par les deux niveaux de gouvernement[2]. En 1952, la pensions devint universelle à la disposition de toutes les personnes à leur 70e anniversaire[3].
- 23 janvier 1937: Oscar Drouin démissionne du cabinet Duplessis, le premier ministre ayant refusé de mettre en place une Hydro provinciale, tel que promis durant la campagne électorale.
- 25 février 1937: René Chaloult est expulsé du caucus des députés parce qu'il sympathisait trop avec les dissidents Hamel et Drouin.
- 10 mars 1937: le groupe Hamel se scinde officiellement d'avec l'UN.
- 17 mars 1937: la Loi contre la propagande communiste (« loi du cadenas »), est déposée.
- Été-automne 1937: grève aux chantiers maritimes de Sorel. Duplessis prend ouvertement parti pour l'employeur, accusant le syndicat de tendances pro-communistes.
- 26 janvier 1938: début de la troisième session de la 20e Législature. On annonce l'établissement d'écoles d'agriculture ainsi que la création d'une école des mines à Québec.
- Mai 1938: débat à Ottawa sur un éventuel désaveu de la loi du cadenas.
- 8 juillet 1938: pour des raisons obscures, Duplessis expulse François Leduc du Conseil des ministres.
- 29 mars 1939: première manifestation anti-conscriptionniste à Québec, à la menace d'une nouvelle guerre.
- 10 septembre 1939: le Canada déclare la guerre à l'Allemagne, dix jours après l'invasion de la Pologne.
- 25 septembre 1939: Duplessis annonce des élections générales pour le 25 octobre. Selon lui, Ottawa a déclaré la guerre pour mieux lancer « sa campagne de centralisation et d'assimilation des pouvoirs provinciaux ».
- 29 septembre 1939: Ernest Lapointe, lieutenant de Mackenzie King au Québec, annonce l'intention du gouvernement fédéral de prendre part à la campagne électorale.
- 25 octobre 1939: l'Union nationale est défaite aux élections avec seulement 14 élus contre 70 libéraux. Adélard Godbout redevient premier ministre.

## Composition

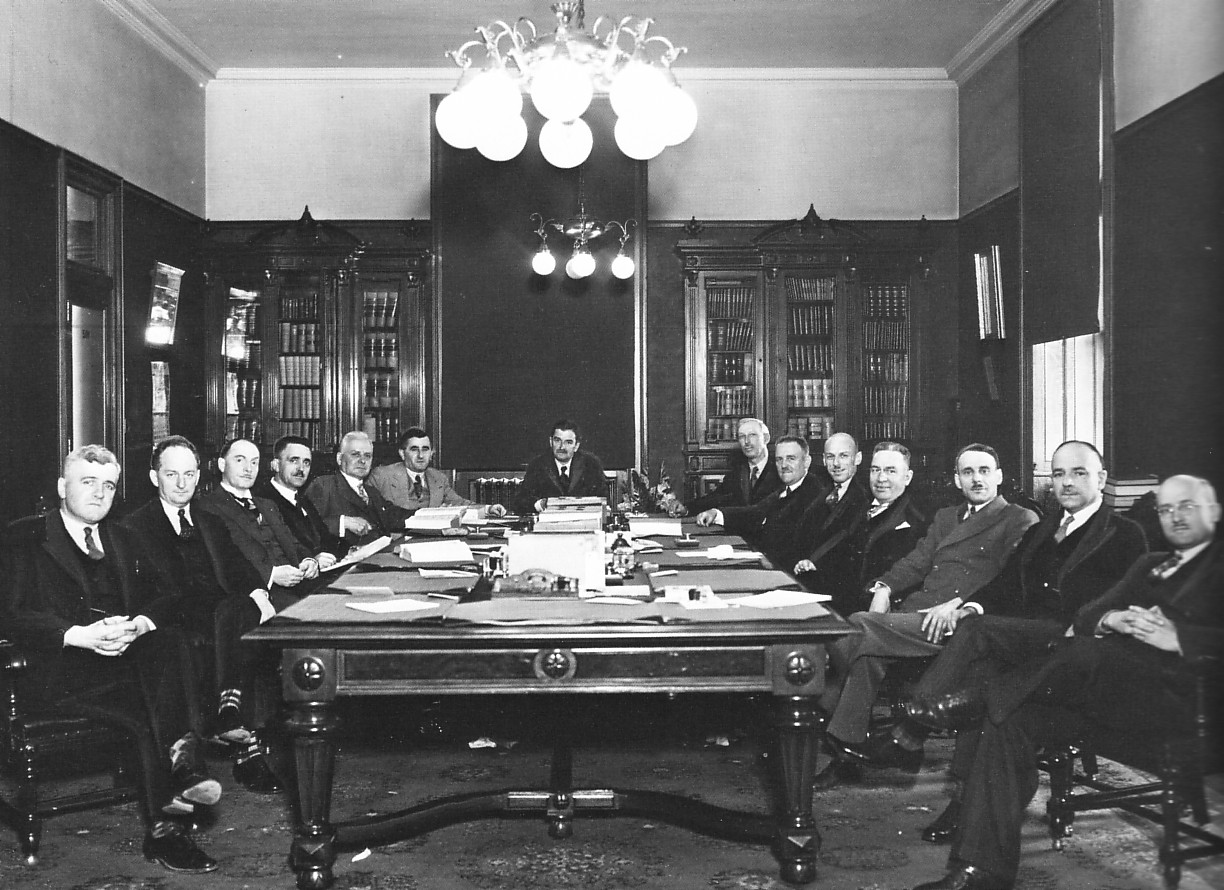
Gouvernement Maurice Duplessis en 1936. De gauche à droite: Antonio Élie, François Leduc, Albiny Paquette, Bona Dussault, Henry Auger, Oscar Drouin, Maurice Duplessis, Martin Fisher, Onésime Gagnon, John Bourque, William Tremblay, Joseph Bilodeau, Thomas Joseph Coonan, Gilbert Layton.

- Maurice Duplessis : premier ministre, procureur général
- Martin Fisher : trésorier provincial
- Albiny Paquette : secrétaire de la province
- Bona Dussault : ministre de l'Agriculture
- Henry Auger : ministre de la Colonisation
- Onésime Gagnon : ministre des Mines, de la Chasse et des Pêcheries
- John Samuel Bourque : ministre des Travaux publics
- William Tremblay : ministre du Travail
- Oscar Drouin : ministre des Terres et Forêts
- François Leduc : ministre de la Voirie
- Joseph Bilodeau : ministre des Affaires municipales, ministre de l'Industrie et du Commerce
- Antonio Élie : ministre sans portefeuille
- Thomas J. Coonan : ministre sans portefeuille
- Gilbert Layton : ministre sans portefeuille

Nomination le 6 octobre 1936 :
- Thomas Chapais : ministre sans portefeuille

Remaniement le 15 décembre 1936 :
- Albiny Paquette : secrétaire de la province, ministre de la Santé
- Onésime Gagnon : ministre des Mines et des Pêcheries

Remaniement le 23 février 1937:
- Maurice Duplessis: premier ministre, procureur général, ministre des Terres et Forêts (Succède à ce dernier poste à Oscar Drouin, qui a démissionné le 22 février 1937.)

Remaniement le 7 juillet 1938 :
Le cabinet est réassermenté, afin d'en expulser François Leduc.
- Maurice Duplessis : premier ministre, procureur général, ministre des Terres et Forêts, ministre de la Voirie (Succède à ce dernier poste à François Leduc, expulsé.)

Remaniement le 27 juillet 1938:
- John Samuel Bourque : ministre des Travaux publics, ministre des Terres et Forêts (Succède à ce dernier poste à Maurice Duplessis.)

Nomination le 30 novembre 1938 :
- Anatole Carignan : ministre de la Voirie (Succède à Maurice Duplessis à ce ministère.)